# Logistică

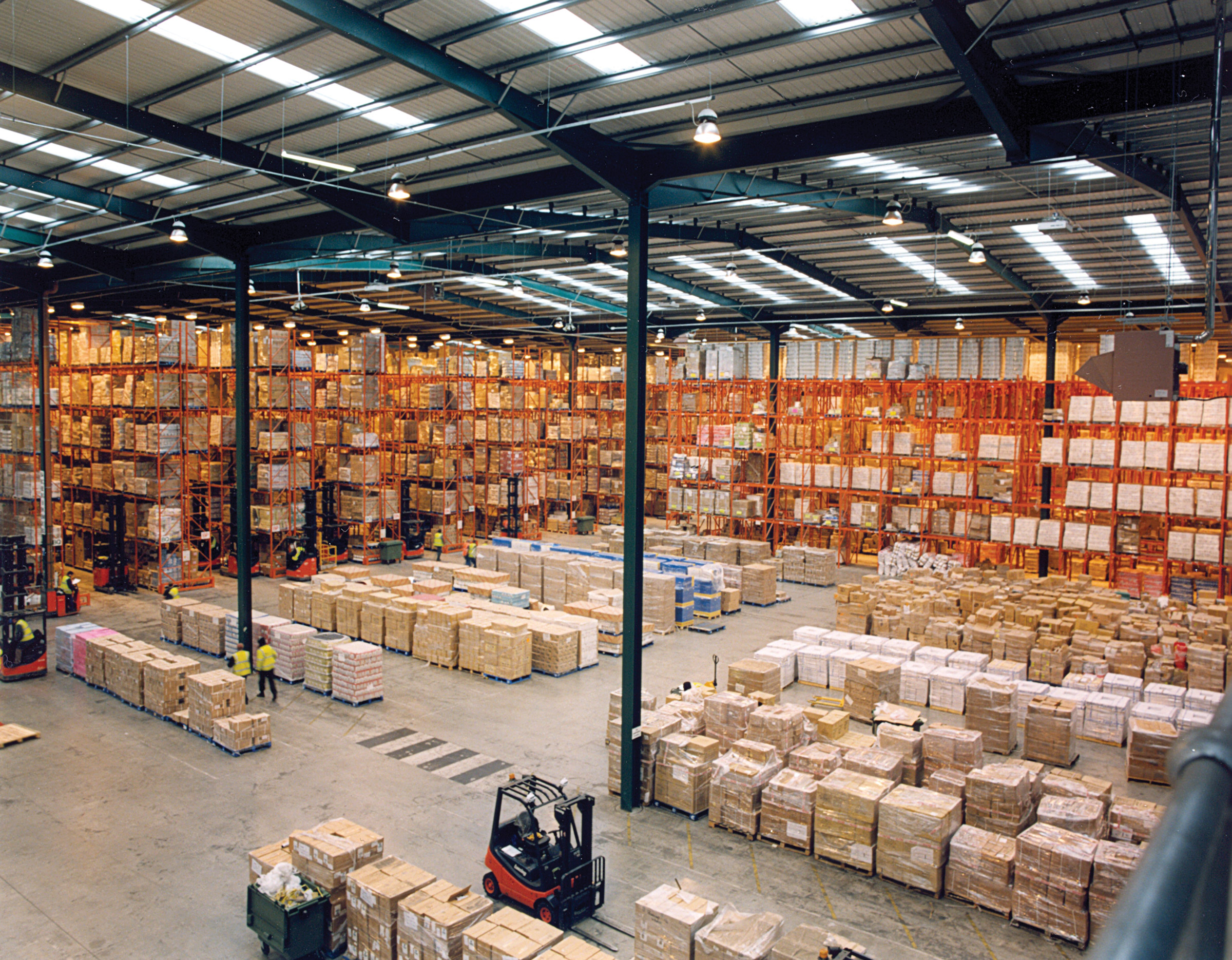
Depozit modern cu sistem de depozitare cu suport pentru paleți

Logistica (franceză: logistique; greaca veche: λογῐστῐκός (logistikós)) este managementul (gestionarea) fluxului de mărfuri între punctul de origine și punctul de destinație, în scopul de a satisface cerințele clienților sau ale corporațiilor.
Logistica este ansamblul operațiilor care asigură desfășurarea unei activități de amploare. 
Aceasta se ocupă de-a lungul producției și desfacerii (furnizării) cu organizarea, regularea, prezentarea (punerea la dispoziție) și optimizarea proceselor de trafic de informații, de mijloace financiare, de energie, de bunuri și de personal. „Logistica înseamnă să ai obiectul potrivit, la locul potrivit, în momentul potrivit” (o spun cei de la Logistics World). Procesul care asigură un flux coerent și neîntrerupt al produselor și serviciilor de la furnizorii organizației, ținând cont de procesele din interiorul organizației, până la clienții finali. Procesul de logistică se ocupă de operațiuni și resurse din domeniile: 
- aprovizionare;
- achiziții;
- stocuri;
- depozite;
- transport;
- servicii clienți etc.

Concret, logistica se definește prin planificare integrată, organizare, impozitare și control a tuturor cursurilor de mărfuri și materiale împreună cu cursurile de informații legate de acestea începând de la livratori prin etapele creării de valori (ex. producție și/sau etape de distribuție) până la livrarea produselor către clienți, inclusiv a eliminării deșeurilor și a reciclării.
O definiție posibilă a noțiunii de logistică este aplicarea celor 6 P: cantitatea potrivită a bunurilor potrivite, la timpul potrivit, de calitate potrivită, la costurile potrivite, la locul potrivit. Des mai apare și al șaptelea P, cu informațiile potrivite tuturor participanților. În special în producția "just in time" (la timp), prelucrarea de informații joacă un rol foarte important.
Hannibal, Alexandru cel Mare și ducele de Wellington sunt considerați genii ai logisticii. 

## Logistica automatizată
Logistica de automatizare este aplicarea de software de calculator sau mașini automate pentru a îmbunătăți eficiența operațiunilor logistice. În mod obișnuit, acest lucru se referă la operațiunile din cadrul unui depozit sau al unui centru de distribuție cu sarcini mai largi asumate de sistemele de gestionare a lanțului de aprovizionare și de sistemele de planificare a resurselor întreprinderii.
Mașinile industriale pot identifica în mod tipic produse prin tehnologii cu coduri de bare sau RFID. Informațiile codurilor de bare tradiționale sunt stocate ca un șir de bare negre și albe variind în lățime, care, atunci când este citit de laser, este tradusă într-un șir cifric care, conform regulilor fixe, poate fi transformată într-un număr zecimal sau alte date. Uneori, informațiile dintr-un cod de bare pot fi transmise prin frecvența radio, mai degrabă transmisia radio este utilizată în etichetele RFID-ului. O etichetă RFID este o carte care conține un cip de memorie și o antenă care transmite semnale unui cititor. RFID-ul poate fi găsit și pe mărfuri, animale, vehicule și persoane.

## Logistica activă
Logistica activa are în joc materialele brute care vor fi băgate în producție, cu scopul de a se ajunge la material finit. Logistica are accesul în toate zonele ariilor de producție, indiferent de departamente, firme și angajați.     
Logistica sau SAMLM-ul este concepută pentru suportul firmelor mari cu investiții și o gamă largă de materiale (spre exemplu: componente, module, fire etc.).